# Hasta donde los pies me lleven
Hasta donde los pies me lleven (en alemán: So weit die Füße tragen) es una película alemana del género dramático de 2001 basada en hechos reales sobre un soldado alemán prisionero de guerra que escapa de un Gulag de la Unión Soviética con la esperanza de reunirse con su familia. La película es una adaptación del superventas de Josef Martin Bauer Tan lejos como los pies me lleven (1955).

## Sinopsis
Clemens Forell (Benhard Bettermann), es un teniente de la Wehrmacht, que es tomado cautivo por el Ejército Soviético al finalizar la Segunda Guerra Mundial y es enviado junto a decenas de miles de prisioneros a un Gulag a Siberia en invierno a través de las estepas en una caminata infernal. Antes de ser enviado al frente había prometido a su hija y esposa volver con vida.
En el camino varios prisioneros mueren ejecutados, congelados o accidentados. Llegado al campo de trabajos forzados (Gulag), será sometido al trato brutal reservado a millones de disidentes políticos y prisioneros de guerra alemanes cuyo fin es exterminarlos por el trabajo forzado, en una mina de carbón mineral.
En el campo son recibidos por el teniente coronel Kamenev, un Héroe de la Unión Soviética quien intenta subyugar la voluntad de Forell y compite con este para doblegarlo. Forell solo quiere fugarse a pesar de que el Gulag está en medio de la estepa y además es invierno.
Un primer intento de fuga resulta fallido, pero un segundo intento, ayudado por un doctor alemán a cargo de los prisioneros, tiene éxito, iniciando el protagonista una épica singladura por territorio hostil a través de salvajes paisajes siberianos, siempre con la idea de volver a su hogar y cumplir la promesa hecha a su esposa y pequeña hija antes de partir al frente: regresar pronto a casa.
Durante su fuga, Clemens es ayudado por mujeres, gitanos, esquimales y un judío hasta el final feliz.
El nombre real no fue dado a conocer hasta mucho después: Cornelius Rost.

## Reparto
- Bernhard Bettermann: Clemens Forell.
- Michael Mendl: Dr. Stauffer.
- Irina Pantaeva: Irina.
- Anatoly Kotenyov: Kamenev.
- Iris Böhm: Kathrin.
- Andre Hennicke: Bauknecht.
- Hans Uwe Bauer: Leibrecht.

## Rodaje
La película se rodó en Bielorrusia, Rusia, Uzbekistán y Alemania.

## Premios y candidaturas
- Festival Internacional de Cine de Milán (Film Festival Internazionale di Milano) 
  - Mejor diseño de producción (2002)